# Florimont
Florimont é uma comuna francesa na região administrativa de Borgonha-Franco-Condado, no departamento do Território de Belfort. Estende-se por uma área de 18,2 km². Em 2010 a comuna tinha 456 habitantes (densidade: 25,1 hab./km²).

## Geografia
O território comunal é relativamente grande: 18,19 Km² e estende-se por uma dezena de quilómetros do norte ao sul. Florimont, que foi um importante senhorio na Idade Média, incorporou no seu território as aldeias desaparecidas de Normanvillars e de Saint-André-d'Essert.

### Localidads e aldeolas
Saint-André-d'Essert
Esta aldeia, da qual permanece apenas a fazenda Saint-André, um quilómetro a Faverois, não deve ser confundido com a cidade de Essert, perto de Belfort, embora a origem do nome seja sem dúvida a mesma: uma terra cultivável conquistada sobre a floresta. No século XVII Saint-André possuia uma igreja que teria existido já em 1274 e no mínimo em 1466, data em que lá oficiava um sacerdote. Foi restaurada em 1606 mas ameaçada ruína em 1749. No fim do século XVIII permanecia quatro famílias anabatistas e a igreja tinha desaparecido. A aldeola faz parte da paróquia de Faverois. Nos textos redigidos em alemão, Essert é germanizado em Schert.
Normanvillars
É provável que Normanvillars desapareceu à mesma época que Saint-André d'Essert, na segunda metade do século XV, vítima da insegurança que reinava então nas campanhas. No meio do século XVIII, alguns mennonitas, conhecidos por ser agricultores experientes, retomaram possessão dos lugares e formaram uma localidade que dependia do senhorio de Florimont. Atualmente, a aldeola resume-se em algumas fazendas disseminadas numa clareira vasta no meio da qual encontra-se uma capela chamada a Capela dos Mennonitas e um cemitério.

## História
O sítio de Florimont foi ocupado a partir da época romana, provavelmente por uma torre de vigia encarregada supervisionar a circulação sobre a via militar que ligava Mandeure em Doubs Augst e Kembs em Haut-Rhin. Após a criação do condado Ferrette no século XI, foram construídos o castelo feudal e as fortificações da aldeia que muito rapidamente tomou a importância. No século XIII, o feudo, que cobria também Courcelles, Suarce, Chavanatte, Lepuix-Neuf e em parte Faverois, Grosne, Boron, Réchésy, foi detido pela famílie de Blumenberg, nome alemão que pode-se traduzir por Montanha dos flores. A terra de Florimont foi várias vezes o objeto de litígios entre o bispo de Basileia e o Conde de Ferrette. No século XV, a importância económica da cidade não era negligenciável pois havia um mercado semanal e duas feiras anuais, uma no dia de Todos-os-Santos e a outra na terça-feira de Páscoas.
Em 1583 um incêndio destruiu o castelo que foi reconstruído. Durante a Guerra dos Trinta Anos, em 1632, as tropas suecas, que devastavam as campanhas ao redor de Belfort, pilharam a cidade e o castelo, e não se importaram com as suas ruínas.
Durante a Revolução Francesa, a população de Florimont manifestou a sua fidelidade para o seu senhor, Xavier de Ferrette dirigindo ao Diretório uma carta de protesto quando o nome dele foi colocado na lista dos emigrados e consequentemente considerado como traidor à pátria. Isto não impediu os bens da família a ser confiscados.

## Demografia
| 1962 | 1968 | 1975 | 1982 | 1990 | 1999 | - | - | - |
| --- | ---- | ---- | ---- | ---- | ---- | - | - | - |
| 244 | 292  | 279  | 324  | 388  | 394  | - | - | - |
| Para os censos de 1962 a 2006 a população legal corresponde à popolução sem duplicidades, segundo define o INSEE. |      |      |      |      |      |   |   |   |